# George de la Peña
George de la Peña (ur. 9 grudnia 1955 w Nowym Jorku) – amerykański tancerz baletowy i choreograf, aktor telewizyjny i filmowy i nauczyciel, związany z Lincoln Center Theater Director’s Laboratory.

## Życiorys
Urodził się w Nowym Jorku, gdzie uczęszczał do School of American Ballet. Był solistą American Ballet Theater. Tańczył w choreografii baletowej Michaiła Barysznikowa, Agnes de Mille, Kennetha MacMillana i Jerome Robbinsa.
Zagrał rolę Wacława Niżyńskiego w filmie biograficznym Niżyński (1980) w reżyserii Herberta Rossa po tym, jak wielokrotnie odmawiał Michaił Barysznikow.
Występował na Broadwayu w komedii muzycznej Kobieta roku (Woman of the Year, od 29 marca 1981 do 13 marca 1983) z tekstami Fred Ebb, On Your Toes Richarda Rodgersa i George’a Abbotta (od 6 marca 1983 do 20 maja 1984), Czerwone trzewiki (The Red Shoes, 1993) jako Grisza Ljubow oraz spektaklu Kronika zapowiedzianej śmierci (Chronicle of a Death Foretol, 1995) Gabriela Garcíi Márqueza jako Santiago Nasar. W musicalu Andrew Lloyda Webbera Koty wystąpił w roli Mistoffeleesa na scenie w Los Angeles.
Prowadził też wykłady na amerykańskich uniwersytetach, w tym CalArts, Connecticut College i University of Iowa, gdzie w czerwcu 2006 został kierownikiem Wydziału Tańca.
W 1984 ożenił się z tancerką Rebeccą Wright, z którą ma dwóch synów: Matthew i Alexandra. 29 stycznia 2006 Rebecca zmarła w Chevy Chase na nowotwór złośliwy.

## Filmografia
- 1977: Dziadek do orzechów (The Nutcracker, TV) jako Maur / Rosyjski tancerz
- 1977: Live from Lincoln Center - odc American Ballet Theatre: Giselle
- 1980: Niżyński jako Wacław Niżyński
- 1982: Życiowy rekord (Personal Best) jako Raoul
- 1983: The Merry Widow (TV)
- 1984: The Cowboy and the Ballerina (TV)
- 1984: Napisała: Morderstwo jako Alexander Masurow
- 1986: Popeye Doyle (TV) jako Itan Kellerman / Cień
- 1986: Północ-Południe jako Tim
- 1988: Star Trek: Następne pokolenie jako porucznik Orfil Solis
- 1992: Czacha dymi jako Roberto Volare
- 1992: Kuffs jako Sam Jones
- 1992: Prawnicy z Miasta Aniołów jako Michaił Olinskow
- 1993: Zakazany rytm (Red Hot) jako Gurevitch
- 1995: Jej wysokość Afrodyta jako grecki chórzysta
- 2003: Ostatni taniec (One Last Dance) jako Max Delano
- 2004: The Dust Factory jako mistrz ringu
- 2015: Ovation jako Salazar